# Johannelund (Stockholms tunnelbana)
Johannelund ist eine oberirdische Station der Stockholmer U-Bahn. Sie befindet sich im Stadtteil Vinsta. Die Station wird von der Gröna linjen des Stockholmer U-Bahn-Systems bedient. Sie gehört zu den eher mäßig frequentierten Stationen des U-Bahn-Netzes. An einem normalen Werktag steigen 1.250 Pendler hier zu.
Die Station wurde am 1. November 1956 in Betrieb genommen, als der U-Bahn-Abschnitt Vällingby–Hässelby gård eingeweiht wurde. Die Bahnsteige befinden sich oberirdisch in Hochlage. Bei der Station handelt es sich um eine „Industriestation“, die errichtet wurde, um den naheliegenden Unternehmen einen ÖPNV-Anschluss zu gewähren. Die Station hat anstatt der tunnelbanaüblichen Mittelbahnsteige zwei Seitenbahnsteige. Die Station liegt zwischen den Stationen Vällingby und Hässelby gård. Bis zum Stockholmer Hauptbahnhof sind es etwa zwölf Kilometer.

## Reisezeit
| Linie | bis Station     | Reisezeit | bis Station                                  | Reisezeit                          |
| 19    | Hässelby strand | 4 min     | Åkeshov Alvik T-Centralen Gamla stan Slussen | 10 min 17 min 30 min 31 min 33 min |
| 19    | Hagsätra        | 52 min    | Åkeshov Alvik T-Centralen Gamla stan Slussen | 10 min 17 min 30 min 31 min 33 min |